# محمد الحسن
محمد الحسن هو لاعب كرة قدم سوري من مواليد مدينة حماة، سوريا. بدء مشواره الكروي باللعب لنادي حلفايا، ثم انتقل لنادي مورك الذي اشتهر فيه، وقام بتسجيل هدفين حاسمين في مباراة جمعت بين نادي مورك السوري ونادي موانغ ثونغ التايلندي في كأس الاتحاد الآسيوي، ومن ثم سافر للاحتراف بتايلند في نادي بانكوك يونايتد التايلندي.

## نشأة اللاعب
نشأ اللاعب محمد عبدالمعطي الحسن في مدينة حلفايا السورية في مدينة حماة وبدء بممارسة كرة القدم في عمر صغيرة جدا ومن ثم انضم ل نادي حلفايا السوري ليلعب مع الناشئين ومن ثم انتقل للعب مع فئة الرجال وبسبب تطوره الملحوظ انتقل ل نادي مورك السوري بحيث ابدع اللاعب في مباراة جمعت مورك بنادي موانغ ثونغ التايلندي في بطولة كأس الاتحاد الآسيوي ليسجل محمد الحسن هدفين حاسمين كانا كفيلين بتأهيل نادي الاتحاد.

## وصلات خارجية
- محمد الحسن على موقع أرشيف الشارخ.
- Player profile at worldfootball.net
- Player profile at transfermarkt.de

قالب:تشكيلة نادي مورك (سوريا)